# Wereldbeker schaatsen 2016/2017 - Wereldbekerfinale
De Wereldbeker schaatsen 2016/2017 Wereldbekerfinale was de zesde en laatste wedstrijd van het wereldbekerseizoen en vond plaats van 11 tot en met 12 maart 2017 op de ijsbaan Sørmarka Arena in Stavanger, Noorwegen. De wereldbekerfinale was oorspronkelijk gepland in Tsjeljabinsk, maar deze werd verplaatst vanwege het dopingrapport van de Canadese dr. Richard McLaren.
Er waren geen B-groepen meer en het aantal deelnemers was op de meeste afstanden beperkt tot twaalf.

## Tijdschema
| Datum             | Tijd (MET) | Onderdeel |
| ----------------- | ---------- | --- |
| Zaterdag 11 maart | 10:30      | 1e 500 m vrouwen 1e 500 m mannen ploegenachtervolging vrouwen ploegenachtervolging mannen 1000 m vrouwen 1000 m mannen 3000 m vrouwen 5000 m mannen |
| Zondag 12 maart   | 11:45      | 2e 500 m vrouwen 2e 500 m mannen 1500 m vrouwen 1500 m mannen teamsprint vrouwen teamsprint mannen massastart vrouwen massastart mannen             |

## Podia

### Mannen
| Wedstrijd            | Goud                                                   | Tijd      | Zilver                                                                | Tijd      | Brons                                                  | Tijd      |
| 1e 500 m             | Dai Dai Ntab Nederland                                 | 34,93     | Ronald Mulder Nederland                                               | 34,99     | Kai Verbij Nederland                                   | 35,01     |
| 2e 500 m             | Dai Dai Ntab Nederland                                 | 34,72     | Ronald Mulder Nederland                                               | 34,77     | Jan Smeekens Nederland                                 | 34,81     |
| 1000 m               | Kjeld Nuis Nederland                                   | 1.08,76   | Vincent De Haître Canada                                              | 1.09,28   | Nico Ihle Duitsland                                    | 1.09,42   |
| 1500 m               | Kjeld Nuis Nederland                                   | 1.45,00   | Patrick Roest Nederland                                               | 1.46,28   | Sverre Lunde Pedersen Noorwegen                        | 1.46,61   |
| 5000 m               | Jorrit Bergsma Nederland                               | 6.17,74   | Ted-Jan Bloemen Canada                                                | 6.18,46   | Erik Jan Kooiman Nederland                             | 6.19,07   |
| Massastart           | Lee Seung-hoon Zuid-Korea                              | 60 punten | Jorrit Bergsma Nederland                                              | 45 punten | Bart Swings België                                     | 23 punten |
| Teamsprint           | Nederland Jan Smeekens Ronald Mulder Kai Verbij        | 1.20,55   | Canada Olivier Jean Laurent Dubreuil Vincent De Haître                | 1.20,91   | Duitsland Denny Ihle Nico Ihle Joel Dufter             | 1.21,06   |
| Ploegenachtervolging | Nederland Jorrit Bergsma Douwe de Vries Evert Hoolwerf | 3.43,02   | Noorwegen Sindre Henriksen Simen Spieler Nilsen Sverre Lunde Pedersen | 3.43,35   | Japan Shota Nakamura Shane Williamson Ryosuke Tsuchiya | 3.44,09   |

### Vrouwen
| Wedstrijd            | Goud                                                     | Tijd      | Zilver                                                        | Tijd      | Brons                                                  | Tijd      |
| 1e 500 m             | Nao Kodaira Japan                                        | 37,14 BR  | Karolína Erbanová Tsjechië                                    | 37,87     | Heather Bergsma Verenigde Staten                       | 38,13     |
| 2e 500 m             | Nao Kodaira Japan                                        | 37,24     | Karolína Erbanová Tsjechië                                    | 37,72     | Erina Kamiya Japan                                     | 38,06     |
| 1000 m               | Heather Bergsma Verenigde Staten                         | 1.14,85   | Nao Kodaira Japan                                             | 1.14,90   | Karolína Erbanová Tsjechië                             | 1.15,22   |
| 1500 m               | Heather Bergsma Verenigde Staten                         | 1.54,92   | Miho Takagi Japan                                             | 1.55,50   | Martina Sáblíková Tsjechië                             | 1.56,62   |
| 3000 m               | Martina Sáblíková Tsjechië                               | 4.04,21   | Antoinette de Jong Nederland                                  | 4.05,35   | Melissa Wijfje Nederland                               | 4.05,59   |
| Massastart           | Irene Schouten Nederland                                 | 60 punten | Kim Bo-reum Zuid-Korea                                        | 45 punten | Francesca Lollobrigida Italië                          | 25 punten |
| Teamsprint           | Nederland Floor van den Brandt Anice Das Marrit Leenstra | 1.27,44   | Japan Maki Tsuji Erina Kamiya Arisa Go                        | 1.27,94   | Noorwegen Martine Ripsrud Hege Bøkko Ida Njåtun        | 1.28,16   |
| Ploegenachtervolging | Japan Miho Takagi Nana Takagi Misaki Oshigiri            | 3.00,60   | Nederland Marije Joling Annouk van der Weijden Melissa Wijfje | 3.02,42   | Rusland Olga Graf Jelizaveta Kazelina Natalja Voronina | 3.02,93   |